# Rodney Gould
Rodney Gould (Banbury, Oxfordshire, 10 de marzo de 1943-Cheltenham, 16 de abril de 2024) fue un piloto de motociclismo británico, fue campeón del mundo de 250cc en 1970. Además de ser un gran especialista en circuitos cortos.

## Carrera
Rodney " Rod " Gould obtiene sus primeros puntos en Campeonato del Mundo de Motociclismo en Sachsenring en Gran Premio de Alemania del Este de 1967 con la Norton de 500cc. En los años siguientes participó en casi todas las cilindradas del campeonato mundial, obteniendo los mejores resultados en 250cc, en las que 1968 acabaría en el cuarto lugar de la general.
En 1969 se divide entre 250 y 350cc, obteniendo tres segundos puestos entre las dos cilindradas. Alcanzó el cénit de su carrera al año siguiente, cuando se proclama campeón de la general del "cuarto de litro" por delante de Kelvin Carruthers, Kent Andersson y Jarno Saarinen.
En 1971 lucha hasta el final para defender el título que ganó el año anterior (también ganó dos carreras), pero debe rendirse ante la superioridad de Phil Read. Completó su actividad competitiva en 1972, el año en que obtuvo dos victorias más y ocupó el tercer lugar en la clasificación general, después  se retira y asume el cargo de jefe del departamento de carreras y relaciones públicas de Yamaha: fue el responsable de realizar el "contrato del siglo" por el cual Giacomo Agostini daba el salto de MV Agusta a Yamaha, el 4 de diciembre de 1973.

## Resultados en el Campeonato del Mundo
Sistema de puntuación desde 1950 hasta 1968:
| Posición | 1.º | 2.º | 3.º | 4.º | 5.º | 6.º |
| Puntos   | 8   | 6   | 4   | 3   | 2   | 1   |

Sistema de puntuación desde 1969 hasta 1987:
| Posición | 1.º | 2.º | 3.º | 4.º | 5.º | 6.º | 7.º | 8.º | 9.º | 10.º |
| Puntos   | 15  | 12  | 10  | 8   | 6   | 5   | 4   | 3   | 2   | 1    |

### Carreras por año
carreras en cursiva indica vuelta rápida)
| Año  | Cat.  | Equipo   | 1       | 2       | 3       | 4       | 5       | 6      | 7       | 8       | 9       | 10      | 11      | 12      | 13    | Pts. | Pos. |
| ---- | ----- | -------- | ------- | ------- | ------- | ------- | ------- | ------ | ------- | ------- | ------- | ------- | ------- | ------- | ----- | ---- | ---- |
| 1967 | 350cc | AJS      | GER -   | IOM Ret | NED -   |         | DDR -   | CZE 12 |         | ULS 10  | NAT -   |         | JPN -   |         |       | 0    | –    |
| 1967 | 500cc | Norton   | GER Ret | IOM Ret | NED -   | BEL -   | DDR 5   | CZE 11 | FIN Ret | ULS 8   | NAT -   | CAN -   |         |         |       | 2    | 19.º |
| 1968 | 250cc | Yamaha   | GER 4   | ESP -   | IOM 5   | NED 5   |         | DDR 4  | CZE 4   | FIN 3   | ULS 3   | NAT Ret |         |         |       | 21   | 4.º  |
| 1968 | 250cc | Kawasaki |         |         |         |         | BEL 3   |        |         |         |         |         |         |         |       | 21   | 4.º  |
| 1968 | 500cc | Norton   | GER 6   | ESP -   | IOM NC  | NED 8   | BEL -   | DDR -  | CZE Ret | FIN Ret | ULS Ret | NAT 7   |         |         |       | 1    | 24.º |
| 1969 | 250cc | Yamaha   | ESP -   | GER Ret | FRA 2   | IOM Ret | NED 4   | BEL 2  | DDR Ret | CZE 2   | FIN Ret | ULS Ret | NAT -   | YUG -   |       | 44   | 6.º  |
| 1969 | 350cc | Yamaha   | ESP -   | GER -   |         | IOM Ret | NED Ret |        | DDR 2   | CZE 2   | FIN 2   | ULS Ret | NAT -   | YUG -   |       | 36   | 5.º  |
| 1970 | 250cc | Yamaha   | GER -   | FRA 1   | YUG 3   | IOM 2   | NED 1   | BEL 1  | DDR 1   | CZE Ret | FIN 1   | ULS 2   | NAT 1   | ESP Ret |       | 102  | 1.º  |
| 1970 | 350cc | Yamaha   | GER -   |         | YUG 5   | IOM Ret | NED Ret |        | DDR Ret | CZE Ret | FIN 3   | ULS Ret | NAT DNS | ESP 2   |       | 28   | 6.º  |
| 1971 | 125cc | Yamaha   | AUT Ret | GER Ret | IOM -   | NED -   | BEL 7   | DDR -  | CZE -   | SWE -   | FIN -   |         | NAT -   | ESP -   |       | 4    | 24.º |
| 1971 | 250cc | Yamaha   | AUT Ret | GER Ret | IOM 4   | NED Ret | BEL 6   | DDR 2  | CZE -   | SWE 1   | FIN 1   | ULS 6   | NAT 4   | ESP -   |       | 68   | 2.º  |
| 1971 | 350cc | Yamaha   | AUT -   | GER -   | IOM Ret | NED 4   |         | DDR -  | CZE Ret | SWE 4   | FIN Ret | ULS Ret | NAT -   | ESP -   |       | 16   | 13.º |
| 1972 | 250cc | Yamaha   | GER 6   | FRA Ret | AUT Ret | NAT 2   | IOM 2   | YUG 2  | NED 1   | BEL 2   | DDR 3   | CZE 4   | SWE 1   | FIN Ret | ESP - | 88   | 3.º  |
| 1972 | 350cc | Yamaha   | GER -   | FRA 11  | AUT -   | NAT 6   | IOM NC  | YUG -  | NED -   |         | DDR -   | CZE -   | SWE -   | FIN -   | ESP - | 6    | 25.º |
| 1972 | 500cc | Yamaha   | GER -   | FRA -   | AUT -   | NAT -   | IOM -   | YUG -  | NED -   | BEL 3   | DDR 2   | CZE 4   | SWE 2   | FIN 3   | ESP - | 52   | 4.º  |

Fuente: